# Лунная ночь (радиопьеса)
«Лунная ночь» — одноактная радиопьеса Станислава Лема.

## Сюжет
Как выясняется по сюжету, пьеса является записью происшедшего на магнитофонной ленте чёрного ящика космической станции.
Учёные Миллс и Блопп завершают своё долгое пребывание на Луне. На своей исследовательской станции им остаётся пережить только ночь с небольшим: через 280 часов должна прибыть смена. Внезапно Лунак, компьютер станции, объявляет тревогу первой степени: из основного резервуара произошла утечка кислорода.
Запасного кислорода для двух человек может хватить на 140 часов, и то в режиме строжайшей экономии. Миллс и Блопп пытаются решить, что делать. Из-за того, что они уже вошли в зону лунной ночи, у них нет связи с центром управления полётом в Хьюстоне. Вскоре они доходят до мысли о том, что один из них должен быть убит, чтобы другой мог выжить.
Внезапно Блопп начинает подозревать Миллса в том, что тот выставляет его нарушителем инструкции: ведь все их действия будут записаны только на аудио, но не на видео, и Миллс якобы старается подстроить всё так, что, прослушав запись, в Хьюстоне решат, что Блопп сошёл с ума и потом был убит защищающимся Миллсом. Миллс, в свою очередь, утверждает, что это Блопп устраивает так, что запись будет доказательством виновности Миллса.
Неудачно попытавшись при помощи жеребьёвки определить, кому же всё-таки придётся пожертвовать собой, Миллс и Блопп дерутся. Но вскоре шум борьбы затихает, и остаётся только голос Лунака, монотонно читающего вслух инструкцию, из которой выясняется, что учёные могли бы спастись, дослушай они длинное и подробное сообщение компьютера до конца.

## Публикация
На польском пьеса была впервые издана в 1976 году. В русском переводе — в 1988-м.

## Постановка
В 2000 году на Радио России был записан радиоспектакль по пьесе, право постановки предоставил сам Станислав Лем. Роли исполняли: Олег Огий (Миллс), Алексей Карабанов (Блопп), Алексей Ефимов (Лунак).